# Erhard Kochale
Erhard Kochale (* 23. Oktober 1941) ist ein ehemaliger deutscher Fußballspieler. Für die BSG Lok Stendal und den SC Dynamo Berlin / BFC Dynamo spielt er in den 1960er Jahren in der DDR-Oberliga, der höchsten Spielklasse im DDR-Fußball.

## Sportliche Laufbahn
Seine Laufbahn im DDR-weiten Fußballspielbetrieb begann Erhard Kochale als 18-Jähriger in der zweitklassigen DDR-Liga bei der Betriebssportgemeinschaft (BSG) Rotation Babelsberg, für die er 1960 drei Punktspiele bestritt. Anfang 1961 wurde die Fußballsektion der BSG Rotation in den neu gegründeten SC Potsdam eingegliedert. Gleichzeitig wurde der DDR-Fußball auf die Sommer-Frühjahr-Saison umgestellt, dazu mussten in der DDR-Liga 39 Spiele ausgetragen werden. Davon absolvierte Kochale 31 Begegnungen und erzielte 15 Tore, mit denen er hinter seinem Mannschaftskollegen Heinz Dresler zweitbester Torschütze des Sportclubs wurde. 1962/63 verlief der Spielbetrieb in der DDR-Liga mit 26 Spielen wieder normal, und Kochale konnte seine Position als Stammspieler mit 20 Einsätzen und sieben Toren behaupten. Zur Saison 1963/64 wechselte Kochale innerhalb der DDR-Liga zum TSC Berlin. Auch in der neuen Umgebung spielte er sich sofort in die Stammelf, bestritt 27 der nun 30 auszutragenden Ligaspiele und wurde mit seinen 24 Treffern sogleich Torschützenkönig des TSC. Zu Beginn der Saison 1964/65 wurde in der Presse bekanntgegeben, dass Kochale zum neuen Mannschaftskapitän des TSC gewählt worden war. Drei Tage später wurde diese Meldung zurückgenommen und mitgeteilt, dass Ulrich Prüfke der neue Mannschaftskapitän sei. Nachdem Kochale die ersten beiden Punktspiele für den TSC bestritten hatte, meldete er sich bei Club ab und schloss sich dem Oberligisten BSG Lok Stendal an.
Bereits drei Wochen später bestritt Kochale sein erstes Oberligaspiel für Lok Stendal, wurde in der Folge bis zum Saisonende als Stürmer in allen weiteren Punktspielen eingesetzt und erzielte seine ersten sechs Oberligatore. Trotz seines gelungenen Einstands in der höchsten DDR-Spielklasse, kehrte er nach einer Spielzeit nach Ost-Berlin zurück und wechselte zum Oberligisten SC Dynamo Berlin. Auch dort erkämpfte er sich 1965/66 mit 25 Einsätzen in 26 Oberligaspielen umgehend einen Stammplatz und wurde mit seinen acht Toren nur noch von seinem Mannschaftskollegen Waldemar Mühlbächer mit neun Treffern beim SC Dynamo (ab Januar 1966 BFC) übertroffen. In der Saison 1966/67 wurde Kochale ohne Unterbrechung bis zum zwölften Spieltag aufgeboten, erlitt dann aber eine Verletzung, die praktisch zum Ende seiner Oberligakarriere führte. In der Spielzeit 1967/68, die der BFC nach seinem Abstieg in der DDR-Liga verbrachte, war Kochale nur mit einem Ligaspiele am sofortigen Oberligaaufstieg beteiligt. in der Saison 1968/69 spielte er nur einmal in der Oberliga und wurde stattdessen in der 2. Mannschaft eingesetzt, die in die DDR-Liga aufgestiegen war.
Im Sommer 1969 wurde Kochale beim BFC entlassen und zur Filiale FSG Dynamo Frankfurt in die drittklassige Bezirksliga versetzt. Dort verbrachte er zwei Spielzeiten, bis die Mannschaft 1971 in die DDR-Liga aufstieg. Gleichzeitig wurde die FSG nach Fürstenwalde/Spree abkommandiert und trat danach als SG Dynamo Fürstenwalde an. Mit ihr spielte Kochale zwei Spielzeiten in der DDR-Liga, wo er von den 44 Punktspielen 37 Partien bestritt und zwei bzw. sechs Tore erzielte. Zur Saison 1973/74 kehrte er abermals nach Ost-Berlin zurück und schloss sich dem Bezirksligisten NARVA Berlin an. Auch mit der Mannschaft des Glühlampenwerkes schaffte Kochale wieder den Aufstieg in die DDR-Liga und absolvierte dort 1974/75 noch einmal 20 Ligaspiele. Mit seinen fünf Toren wurde er noch einmal Torschützenkönig, es reichte aber für die BSG NARVA nicht zum Klassenerhalt. Zu Beginn der Fußballsaison 1975/76 war Kochale 33 Jahre alt. Als Spieltrainer war er die nächsten Jahre noch beim Ost-Berliner Bezirksligisten Motor Weißensee aktiv. Während seiner Zeit im DDR-weiten Fußballspielbetrieb war er auf 61 Spiele in der Oberliga gekommen und hatte dabei 18 Tore erzielt. In der DDR-Liga war er in 156 Spielen eingesetzt worden und hatte dort 60 Tore geschossen.